# 신풍역
신풍역(新豊驛, Sinpung station)은 서울특별시 영등포구 신길동에 있는 서울 지하철 7호선의 전철역이다. 7호선과 3기 지하철 계획의 일부였던 10호선과의 환승역으로 예정돼 있었으나 10호선 계획이 폐지로 인해, 2026년 12월 신안산선이 개통되면 환승역이 될 예정이다. 심야에 1편성이 주박한다.

## 역사
- 2000년 2월 29일 : 서울 지하철 7호선 온수~신풍 구간 개통과 함께 종착역으로 영업 개시
- 2000년 8월 1일 : 서울 지하철 7호선 신풍~건대입구 구간 개통과 함께 중간역이 됨
- 2024년 7월 15일 ~ 2026년 6월: 6번 출구 폐쇄
- 2025년: 신안산선의 개통과 함께 환승역이 될 예정

## 역 구조
승강장은 2면 2선 상대식으로 스크린도어가 설치되어 있다. 출구는 6개다. 지하 3층에는 3기 지하철 10호선 계획에 대비하여 환승 통로 등의 시설이 있으나 10호선 계획이 취소되어 사용되지 않은 상태로 남아 있으나 신안산선 활용에 따라 유동적이다.

### 7호선 승강장
| 보라매 ↑ |
| \| 상    |
| ↓ 대림   |

| 상행 | ● 서울 지하철 7호선 | 이수 · 강남구청 · 상봉 · 도봉산 · 장암 방면         |
| 하행 | ● 서울 지하철 7호선 | 대림 · 가산디지털단지 · 온수 · 부천시청 · 석남 방면 |

## 역 주변
- 서울대영초등학교
- 대영중학교
- 대영고등학교
- 신길근린공원
- 신길5동치안센터
- 신길5동 행정복지센터
- 신길6동 행정복지센터
- 영등포구민체육센터
- 영등포구 장애인사랑나눔의 집
- 영등포종합사회복지관
- 영신고등학교
- 신길5동우체국
- 서울대길초등학교
- 한국양봉농협 신풍역지점
- 래미안 영등포 에스티움
- 장수약국
- 권가정의학과
- 신길 AK푸르지오
- 영등포 제1스포츠센터
- 서울교통공사 신풍승무사업소
- 신풍역비스타동원
- 애슐리퀸즈 신풍점

## 이용객 변동
2000년 자료는 개통일인 2000년 2월 29일부터 12월 31일까지인 307일 기준으로 환산한 것이다.
| 노선  | 노선   | 일평균 인원수 (명/일) | 일평균 인원수 (명/일) | 일평균 인원수 (명/일) | 일평균 인원수 (명/일) | 일평균 인원수 (명/일) | 일평균 인원수 (명/일) | 일평균 인원수 (명/일) | 일평균 인원수 (명/일) | 일평균 인원수 (명/일) | 일평균 인원수 (명/일) | 각주  |
| 노선  | 노선   | 2000년                | 2001년                | 2002년                | 2003년                | 2004년                | 2005년                | 2006년                | 2007년                | 2008년                | 2009년                | 각주  |
| ----- | ------ | --------------------- | --------------------- | --------------------- | --------------------- | --------------------- | --------------------- | --------------------- | --------------------- | --------------------- | --------------------- | ----- |
| 7호선 | 승차   | 6,623                 | 11,035                | 12,307                | 12,870                | 12,865                | 12,611                | 13,064                | 13,060                | 13,329                | 13,372                | [ 1 ] |
| 7호선 | 하차   | 6,223                 | 10,217                | 11,459                | 12,055                | 12,006                | 11,908                | 12,196                | 12,133                | 12,438                | 12,532                | [ 1 ] |
| 7호선 | 승하차 | 12,846                | 21,252                | 23,766                | 24,925                | 24,870                | 24,520                | 25,261                | 25,193                | 25,767                | 25,905                | [ 1 ] |
| 노선  | 노선   | 2010년                | 2011년                | 2012년                | 2013년                | 2014년                | 2015년                | 2016년                | 2017년                |                       |                       | [ 1 ] |
| 7호선 | 승차   | 13,618                | 13,695                | 12,548                | 12,631                | 12,605                | 12,513                | 11,992                | 11,638                |                       |                       | [ 1 ] |
| 7호선 | 하차   | 12,851                | 12,957                | 11,949                | 12,008                | 12,027                | 11,915                | 11,399                | 11,095                |                       |                       | [ 1 ] |
| 7호선 | 승하차 | 26,468                | 26,653                | 24,497                | 24,640                | 24,632                | 24,428                | 23,391                | 22,733                |                       |                       | [ 1 ] |

## 인접한 역
| 서울 지하철 7호선    | 서울 지하철 7호선   | 서울 지하철 7호선  |
| -------------------- | ------------------- | ------------------ |
| 742 보라매 장암 방면 | ● 서울 지하철 7호선 | 744 대림 석남 방면 |

## 사진

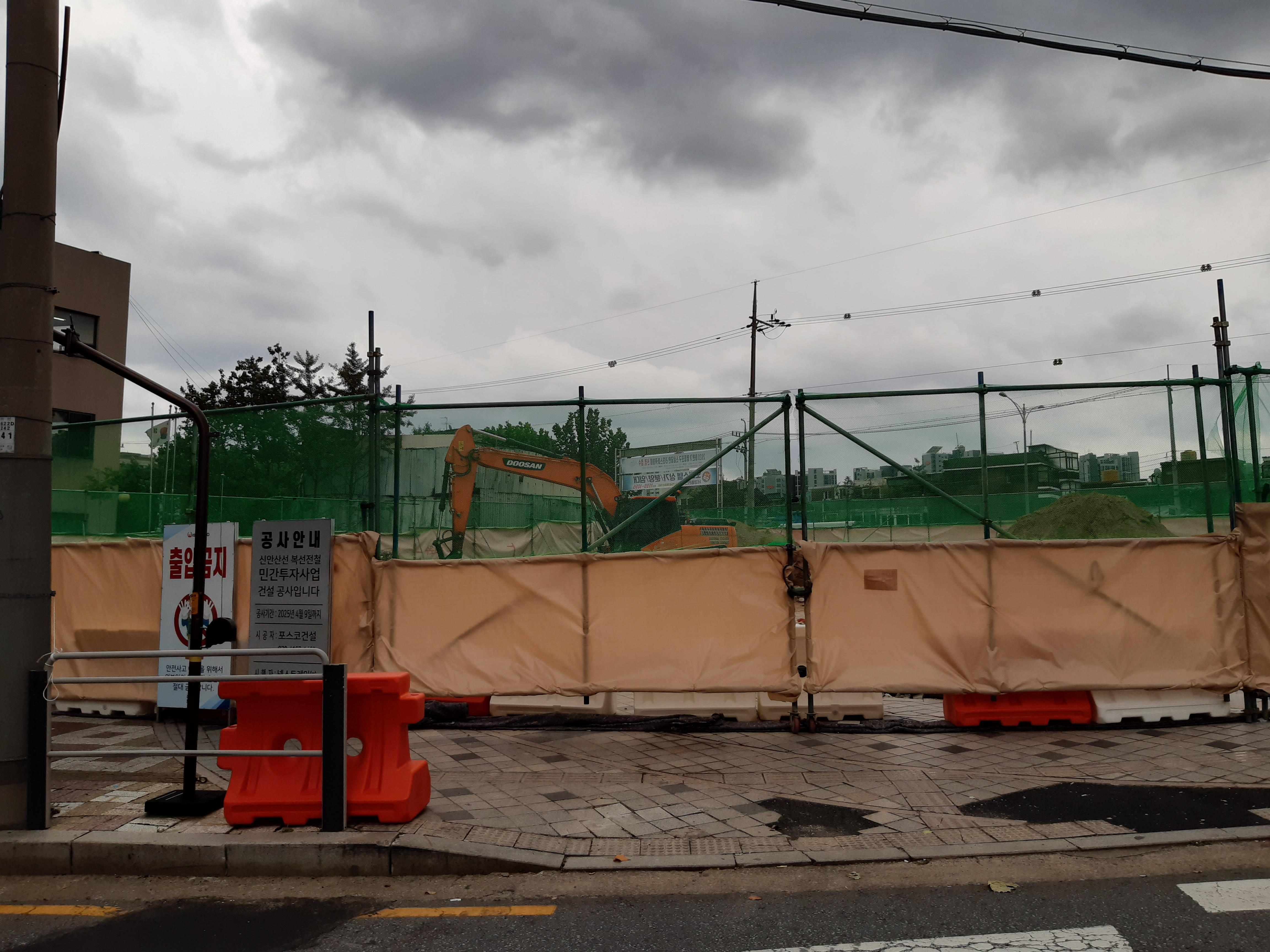
공사중인 신안산선 신풍역
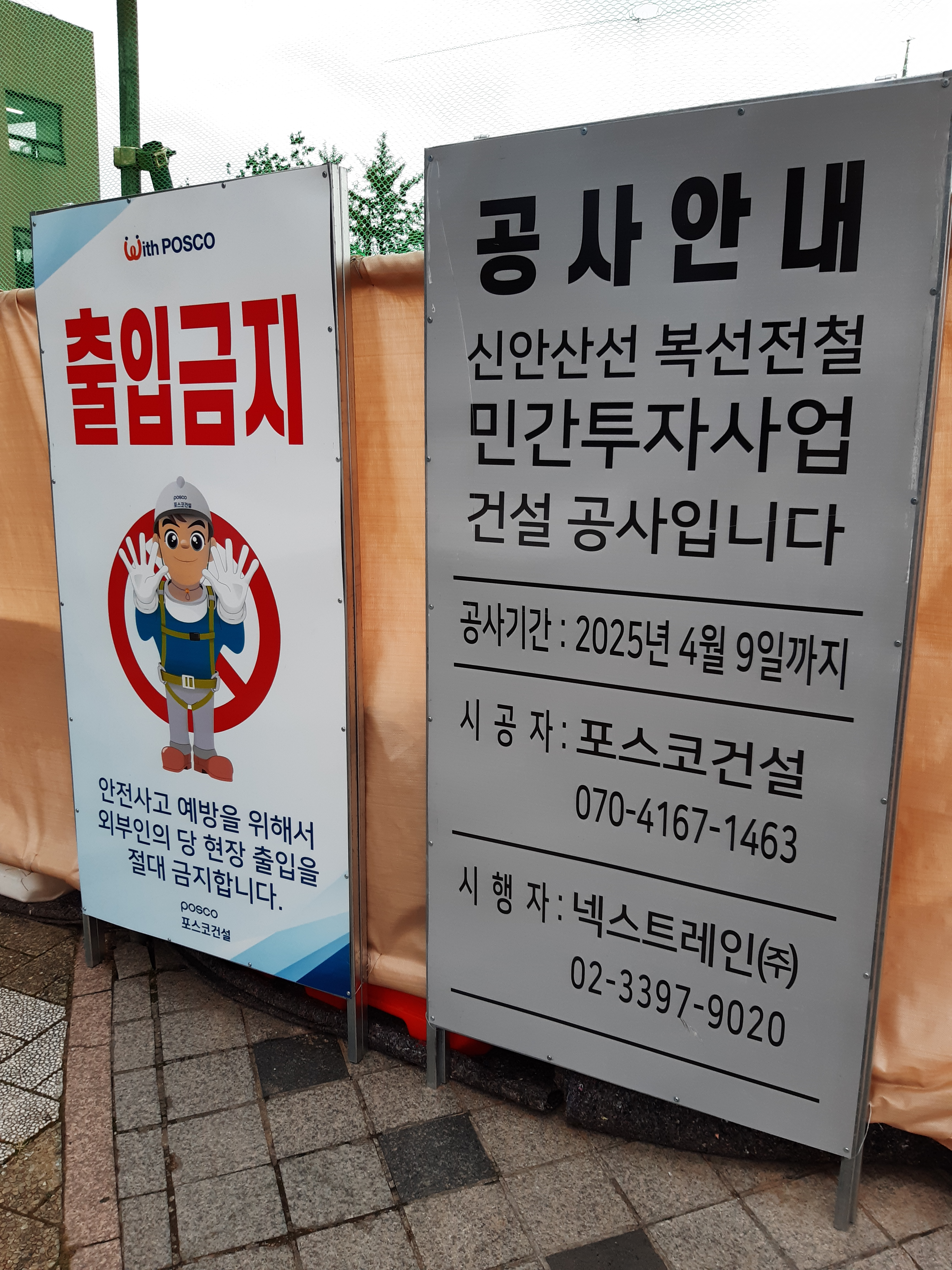
신안산선 공사안내판
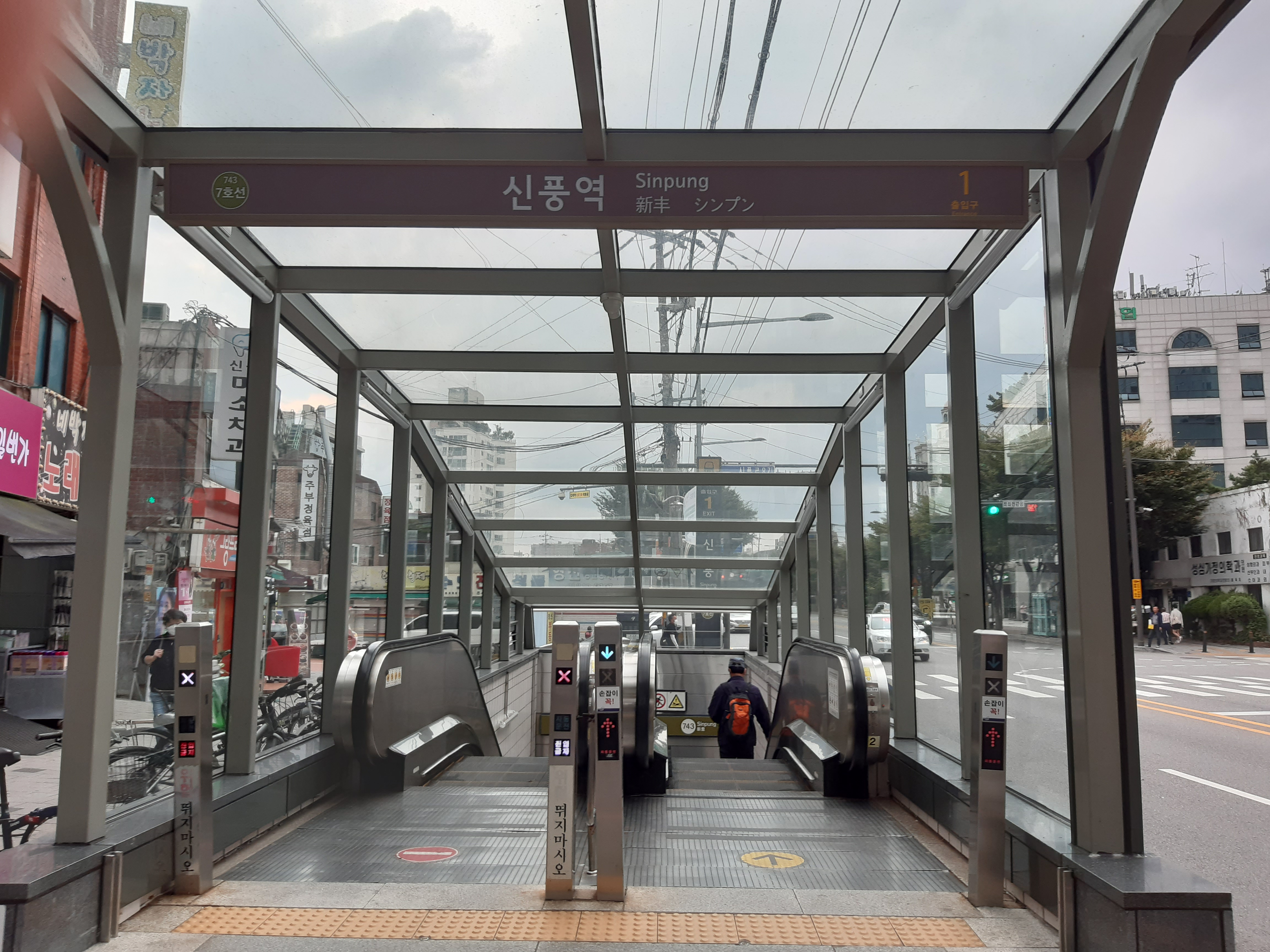
1번출구
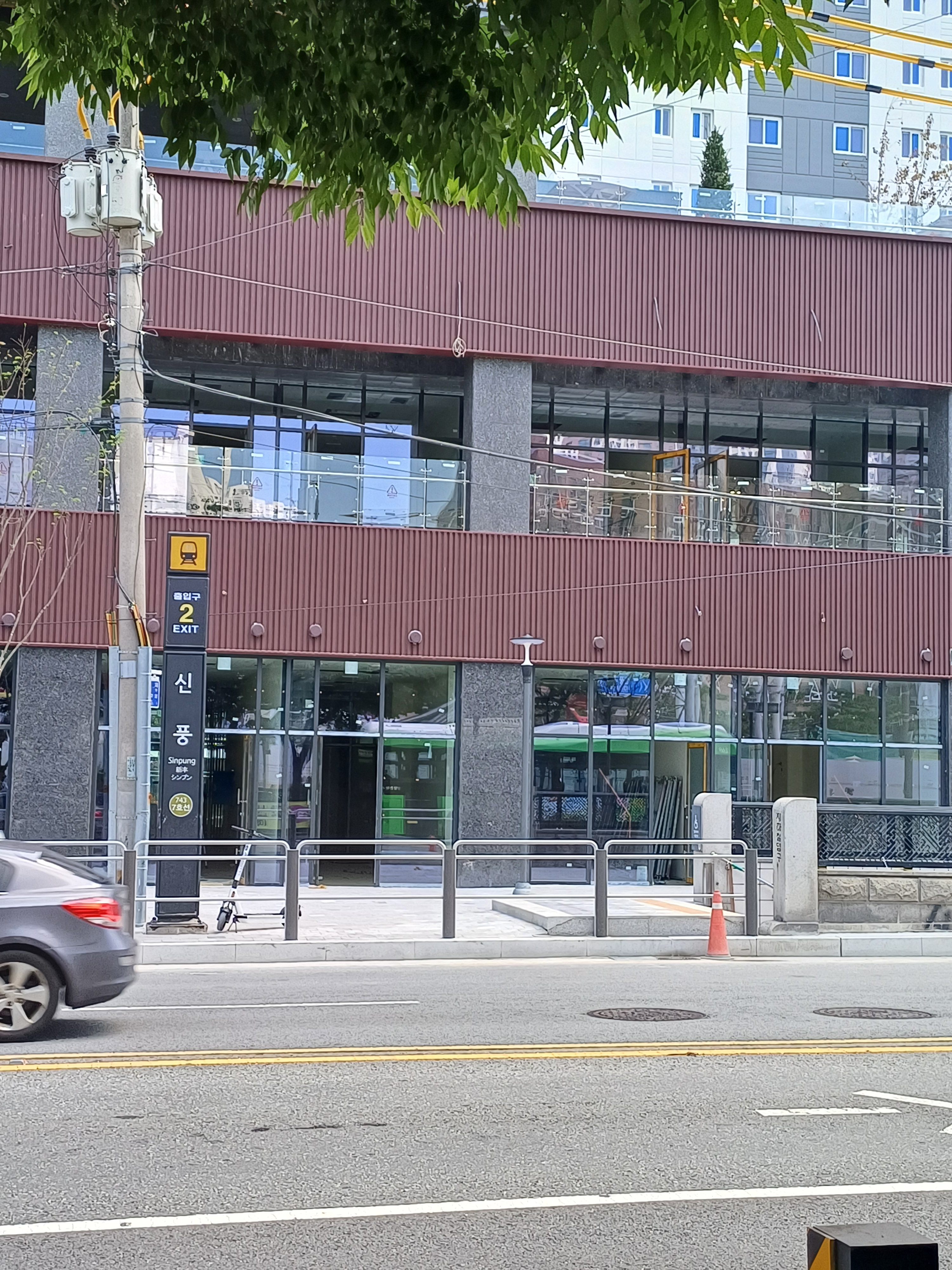
2번 출구
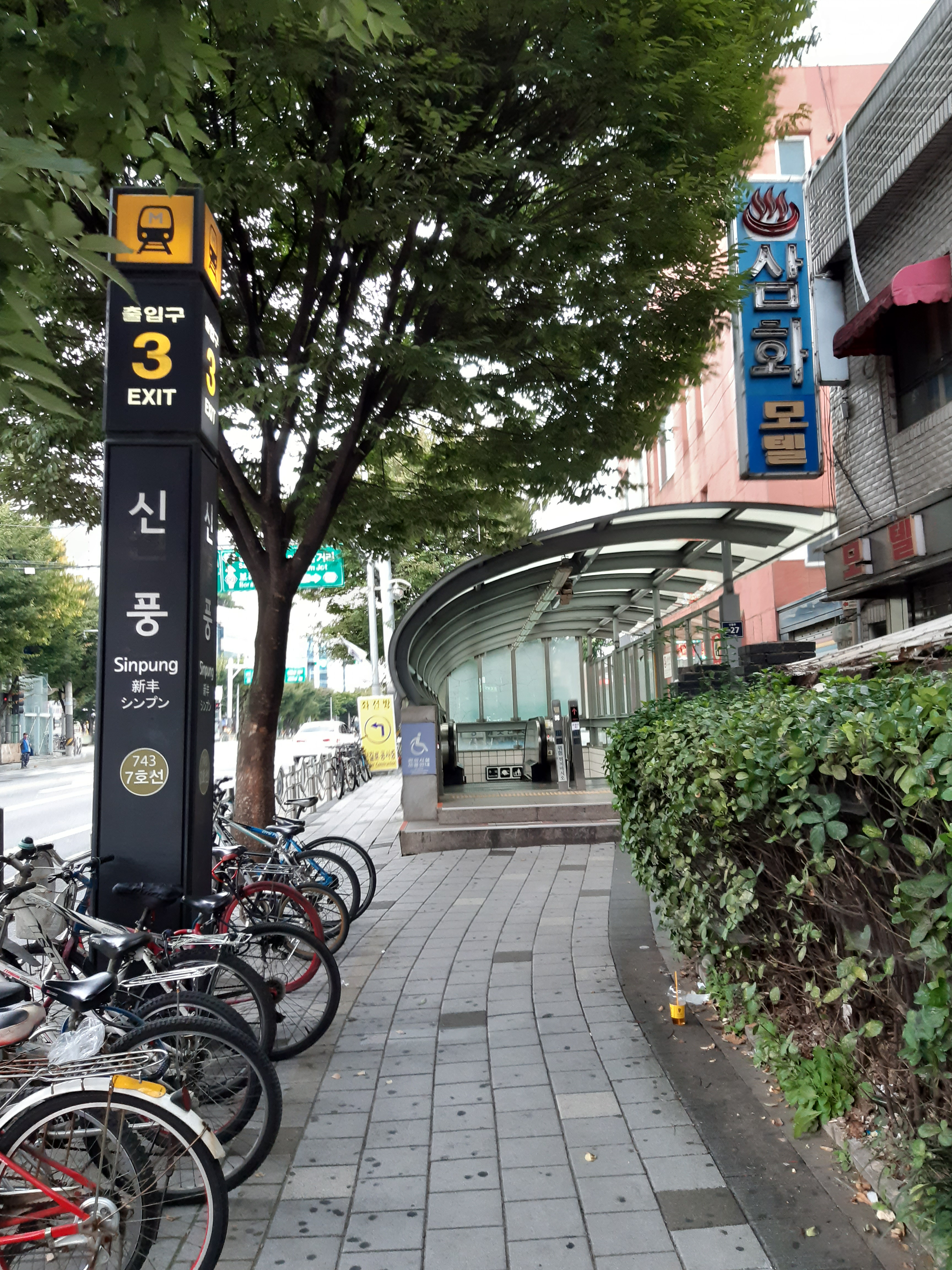
3번출구
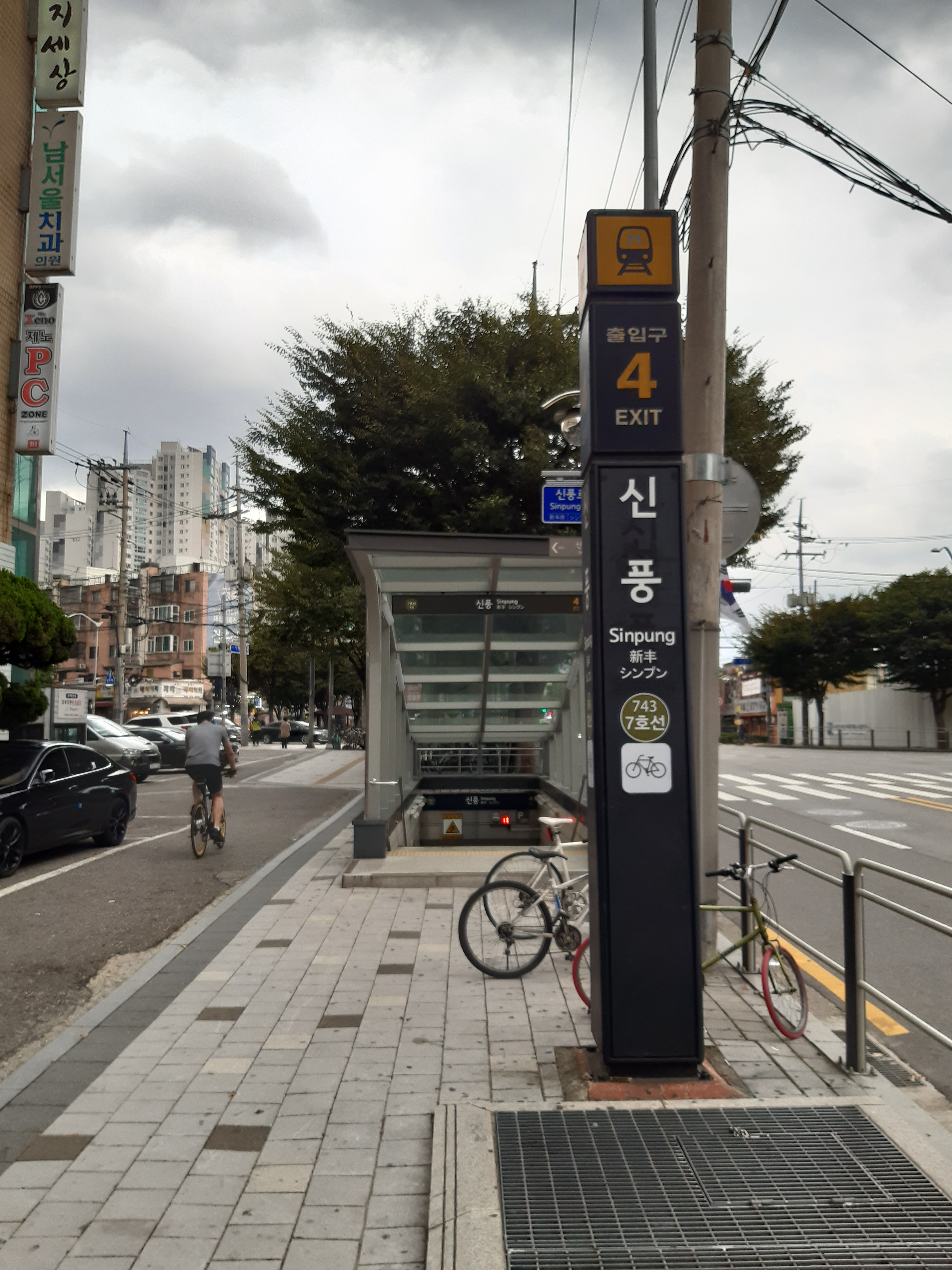
4번출구
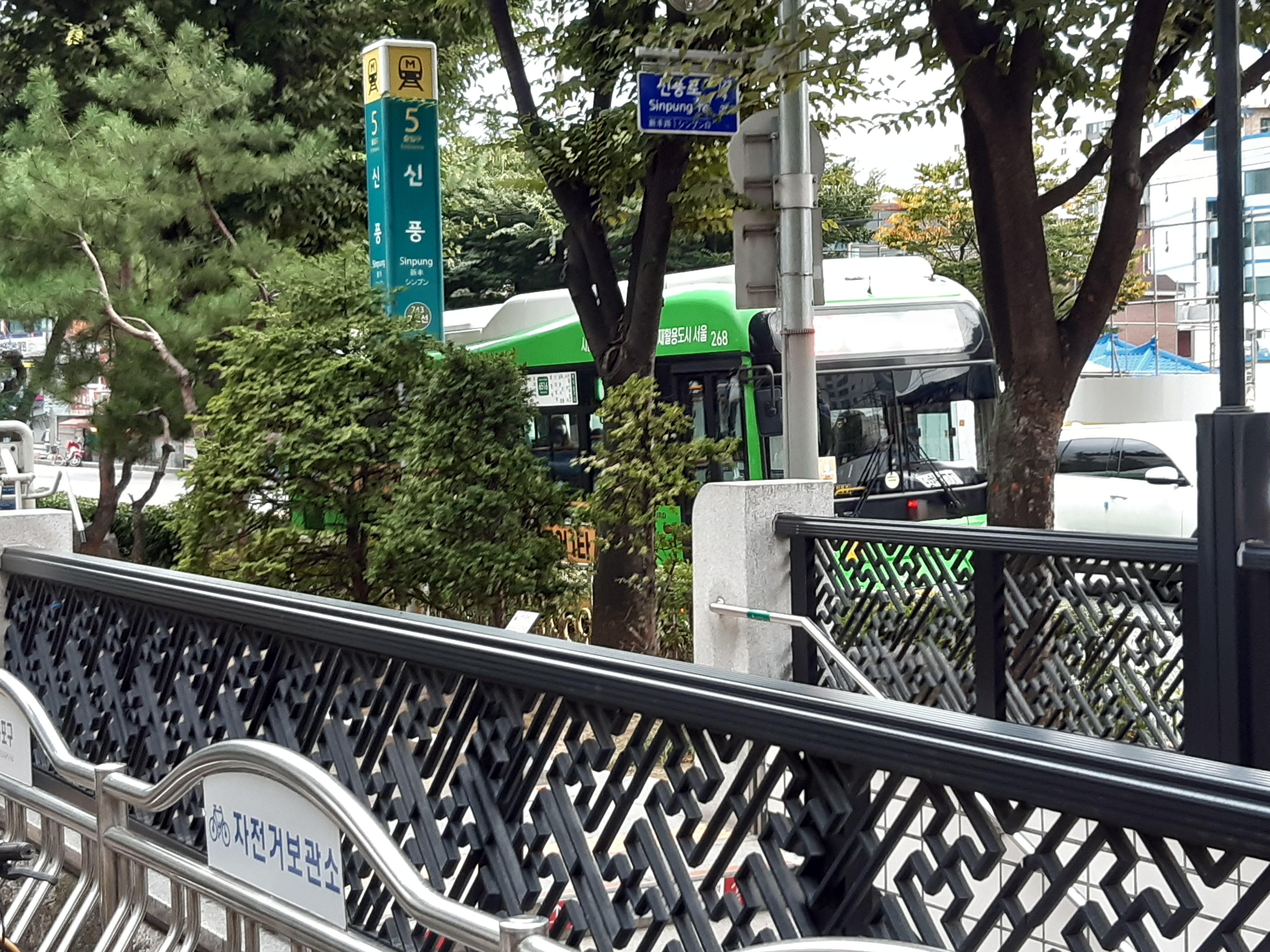
5번출구
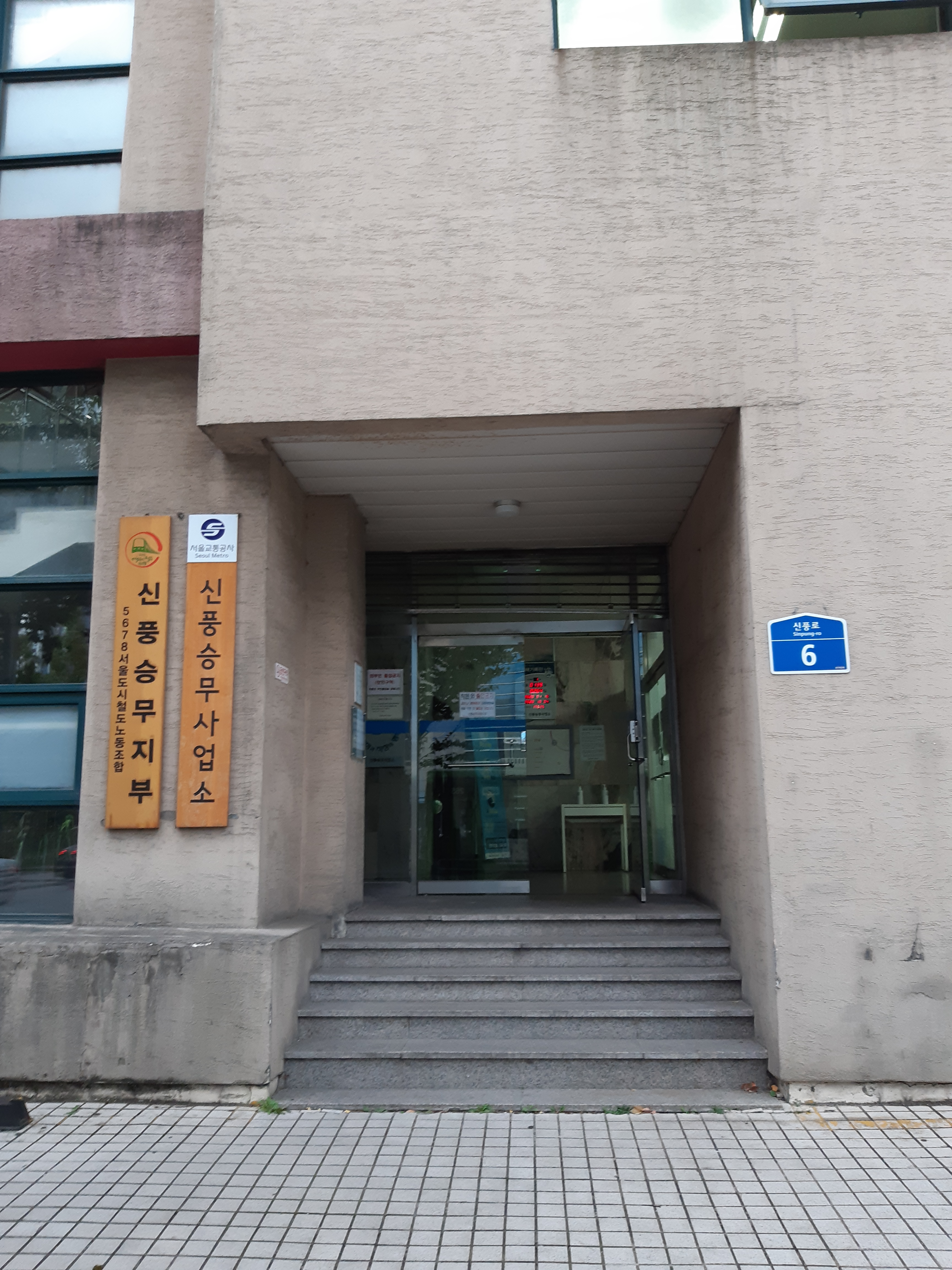
서울교통공사 신풍역승무사업소(3번출구)
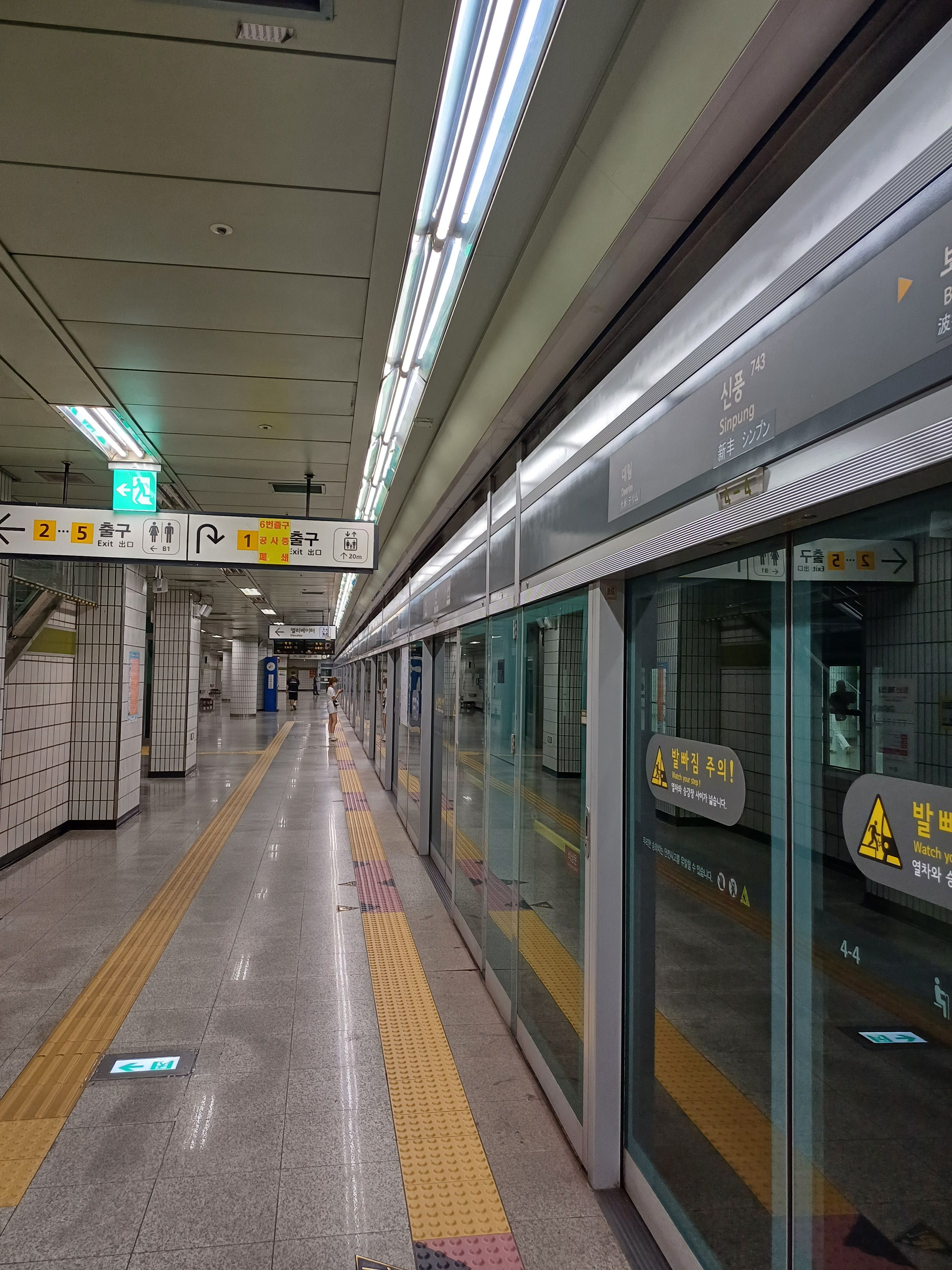
승강장2
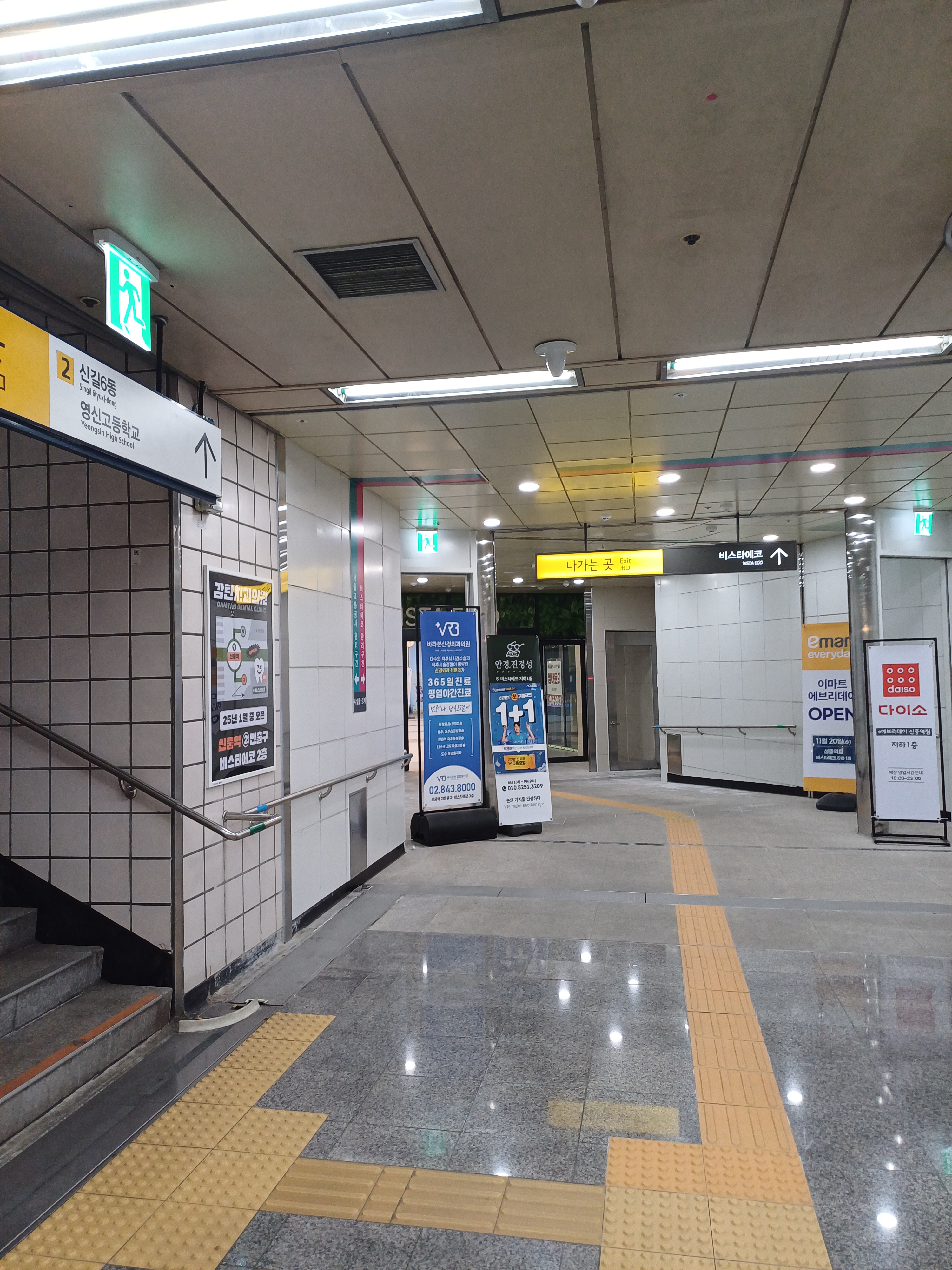
신풍역 비스타에코 출구